# Герасимов Матвій Володимирович
Матвій Володимирович Герасимов (нар. 4 лютого 2001, Караганда, Казахстан) — казахстанський футболіст, нападник.

## Життєпис
Народився в Караганді. Вихованець місцевого «Шахтаря», за юнацькі та молодіжні команди якого виступав з 2017 по 2020 рік. З 2018 року тренувався з першою командою «гірників», а в 2019 році вперше потрапив до заявки на матч Прем'єр-ліги Казахстану, проти «Астани», але на полі так і не з'явився. Влітку 2020 року потрапив до заявки на ще 4 матчі Прем'єр-ліги Казахстану, але в усіх випадках залишався на лаві запасних. Протягом свого перебування двічі відправлявся в оренду у нижчолігові казахські клуби, спочатку до «Шахтаря-Булата» (1 матч), а потім і до молодіжної команди карагандинського «Шахтаря» (57 матчів, 22 голи). У сезоні 2019 року визнавався MVP Другої ліги Казахстану.
На початку жовтня 2020 року приєднався до «Метала», але так і не зіграв за харківську команду жодного офіційного матчу. У березні 2021 року перейшов в оренду до завершення сезону в білоруський клуб «Іслоч». У футболці клубу з Мінського району дебютував 10 квітня 2021 року в програному (0:1) домашньому поєдинку 4-го туру Вищої ліги Білорусі проти берестейського «Руху». Герасимов вийшов на поле на 73-ій хвилині, замінивши Руслана Лісаковича.